# 小行星3185
小行星3185（3185 Clintford）是一颗绕太阳运转的小行星，为主小行星带小行星。该小行星于1953年11月11日发现。
該小行星以美國投資者和業餘天文學家柯林頓·B·福特命名。

## 轨道参数
小行星3185的轨道半长轴为2.3664716 UA，离心率为0.194。